# Ларсен Дженсен
Ларсен Дженсен  (англ. Larsen Jensen, 1 вересня 1985) — американський плавець, олімпійський медаліст.

## Виступи на Олімпіадах
| Олімпіада  | Дисципліна                             | Місце |
| ---------- | -------------------------------------- | ----- |
| Афіни 2004 | плавання на 400 метрів вільним стилем  | 4     |
| Афіни 2004 | плавання на 1500 метрів вільним стилем | 2     |
| Пекін 2008 | плавання на 400 метрів вільним стилем  | 3     |
| Пекін 2008 | плавання на 1500 метрів вільним стилем | 5     |